# 7e étape du Tour de France 2000
Pour un article plus général, voir Tour de France 2000.
La 7e étape du Tour de France 2000 du 7 juillet 2000 s'est déroulée entre les villes de Tours et de Limoges sur une distance de 202,5 km. Elle a été remportée par Christophe Agnolutto parti en solitaire près de 130 kilomètres.

## Parcours
Cette étape comporte trois sprints intermédiaires, et n'a pas de relief significatif dans les deux premiers tiers. Après Le Dorat, plusieurs petites côtes, dont celle de Maison-Neuve sur la commune de Bonnac-la-Côte comptent pour le prix de la montagne ; l'arrivée à Limoges est en montée.

## La course
Les premières attaques ont lieu entre les deux premiers sprints intermédiaires. Alors qu'il a été repris, Christophe Agnolutto repart en solitaire après le deuxième sprint; il obtint jusqu'à 8 minutes d'avance. Après le troisième sprint intermédiaire, Michael Sandstød part en poursuite. Plusieurs tentatives de contre ont lieu dans le peloton dans les quinze derniers kilomètres, ce qui entraîne la reprise de Sandstød et réduit l'avance avec la tête.

## Classement de l'étape
| \| Classement de l'étape \| Classement de l'étape \| Classement de l'étape \| Classement de l'étape \| Classement de l'étape \| \| Coureur \| Coureur \| Pays \| Équipe \| Temps \| \| --------------------- \| --------------------- \| --------------------- \| ----------------------- \| --------------------- \| \| 1er \| Christophe Agnolutto \| France \| AG2R Prévoyance \| 5 h 11 min 41 s \| \| 2e \| Marcel Wüst \| Allemagne \| Festina \| + 1 min 11 s \| \| 3e \| Erik Zabel \| Allemagne \| Deutsche Telekom \| + 1 min 11 s \| \| 4e \| Romāns Vainšteins \| Lettonie \| Vini Caldirola-Sidermec \| + 1 min 11 s \| \| 5e \| Zoran Klemenčič \| Slovénie \| Vini Caldirola-Sidermec \| + 1 min 11 s \| \| 6e \| Paolo Bettini \| Italie \| Mapei-Quick Step \| + 1 min 11 s \| \| 7e \| Jans Koerts \| Pays-Bas \| Farm Frites \| + 1 min 11 s \| \| 8e \| Stefano Zanini \| Italie \| Mapei-Quick Step \| + 1 min 11 s \| \| 9e \| Enrico Cassani \| Italie \| Polti \| + 1 min 11 s \| \| 10e \| Glenn Magnusson \| Suède \| Farm Frites \| + 1 min 11 s \| |                      |           |                         |                 |
| |                      |           |                         |                 |
| |                      |           |                         |                 |
| Classement de l'étape |                      |           |                         |                 |
| Coureur | Coureur              | Pays      | Équipe                  | Temps           |
| 1er | Christophe Agnolutto | France    | AG2R Prévoyance         | 5 h 11 min 41 s |
| 2e | Marcel Wüst          | Allemagne | Festina                 | + 1 min 11 s    |
| 3e | Erik Zabel           | Allemagne | Deutsche Telekom        | + 1 min 11 s    |
| 4e | Romāns Vainšteins    | Lettonie  | Vini Caldirola-Sidermec | + 1 min 11 s    |
| 5e | Zoran Klemenčič      | Slovénie  | Vini Caldirola-Sidermec | + 1 min 11 s    |
| 6e | Paolo Bettini        | Italie    | Mapei-Quick Step        | + 1 min 11 s    |
| 7e | Jans Koerts          | Pays-Bas  | Farm Frites             | + 1 min 11 s    |
| 8e | Stefano Zanini       | Italie    | Mapei-Quick Step        | + 1 min 11 s    |
| 9e | Enrico Cassani       | Italie    | Polti                   | + 1 min 11 s    |
| 10e | Glenn Magnusson      | Suède     | Farm Frites             | + 1 min 11 s    |

## Classement général
Le vainqueur de l'étape le Français Christophe Agnolutto (AG2R Prévoyance) étant trop loin au classement général, l'Italien Alberto Elli (Deutsche Telekom) converse la tête du classement général. Le porteur du maillot jaune devance toujours le Français Fabrice Gougot (Crédit Agricole) de douze secondes et le Belge Marc Wauters (Rabobank) de plus d'une minute.
| \| Classement général \| Classement général \| Classement général \| Classement général \| Classement général \| \| Coureur \| Coureur \| Pays \| Équipe \| Temps \| \| ------------------ \| ------------------ \| ------------------ \| ------------------------ \| ------------------ \| \| 1er \| Alberto Elli \| Italie \| Deutsche Telekom \| 24 h 11 min 32 s \| \| 2e \| Fabrice Gougot \| France \| Crédit Agricole \| + 12 s \| \| 3e \| Marc Wauters \| Belgique \| Rabobank \| + 1 min 17 s \| \| 4e \| Pascal Chanteur \| France \| AG2R Prévoyance \| + 2 min 56 s \| \| 5e \| José Luis Arrieta \| Espagne \| Banesto \| + 3 min 08 s \| \| 6e \| Jacky Durand \| France \| Lotto-Adecco \| + 3 min 21 s \| \| 7e \| Salvatore Commesso \| Italie \| Saeco-Valli & Valli \| + 3 min 52 s \| \| 8e \| Servais Knaven \| Pays-Bas \| Farm Frites \| + 4 min 31 s \| \| 9e \| Arvis Piziks \| Lettonie \| Memory Card-Jack & Jones \| + 4 min 38 s \| \| 10e \| Laurent Jalabert \| France \| ONCE-Deutsche Bank \| + 5 min 40 s \| |                    |          |                          |                  |
| |                    |          |                          |                  |
| |                    |          |                          |                  |
| Classement général |                    |          |                          |                  |
| Coureur | Coureur            | Pays     | Équipe                   | Temps            |
| 1er | Alberto Elli       | Italie   | Deutsche Telekom         | 24 h 11 min 32 s |
| 2e | Fabrice Gougot     | France   | Crédit Agricole          | + 12 s           |
| 3e | Marc Wauters       | Belgique | Rabobank                 | + 1 min 17 s     |
| 4e | Pascal Chanteur    | France   | AG2R Prévoyance          | + 2 min 56 s     |
| 5e | José Luis Arrieta  | Espagne  | Banesto                  | + 3 min 08 s     |
| 6e | Jacky Durand       | France   | Lotto-Adecco             | + 3 min 21 s     |
| 7e | Salvatore Commesso | Italie   | Saeco-Valli & Valli      | + 3 min 52 s     |
| 8e | Servais Knaven     | Pays-Bas | Farm Frites              | + 4 min 31 s     |
| 9e | Arvis Piziks       | Lettonie | Memory Card-Jack & Jones | + 4 min 38 s     |
| 10e | Laurent Jalabert   | France   | ONCE-Deutsche Bank       | + 5 min 40 s     |

## Classements annexes
| Classement par points | Classement par points | Classement par points | Classement par points   | Classement par points |
| Coureur               | Coureur               | Pays                  | Équipe                  | Points                |
| --------------------- | --------------------- | --------------------- | ----------------------- | --------------------- |
| 1er                   | Marcel Wüst           | Allemagne             | Festina                 | 133 pts               |
| 2e                    | Erik Zabel            | Allemagne             | Deutsche Telekom        | 130 pts               |
| 3e                    | Tom Steels            | Belgique              | Mapei-Quick Step        | 100 pts               |
| 4e                    | Jans Koerts           | Pays-Bas              | Farm Frites             | 87 pts                |
| 5e                    | Romāns Vainšteins     | Lettonie              | Vini Caldirola-Sidermec | 82 pts                |

| Classement par points | Classement par points | Classement par points | Classement par points   | Classement par points |
| Coureur               | Coureur               | Pays                  | Équipe                  | Points                |
| --------------------- | --------------------- | --------------------- | ----------------------- | --------------------- |
| 1er                   | Marcel Wüst           | Allemagne             | Festina                 | 133 pts               |
| 2e                    | Erik Zabel            | Allemagne             | Deutsche Telekom        | 130 pts               |
| 3e                    | Tom Steels            | Belgique              | Mapei-Quick Step        | 100 pts               |
| 4e                    | Jans Koerts           | Pays-Bas              | Farm Frites             | 87 pts                |
| 5e                    | Romāns Vainšteins     | Lettonie              | Vini Caldirola-Sidermec | 82 pts                |

| Classement de la montagne | Classement de la montagne | Classement de la montagne | Classement de la montagne | Classement de la montagne |
| Coureur                   | Coureur                   | Pays                      | Équipe                    | Points                    |
| ------------------------- | ------------------------- | ------------------------- | ------------------------- | ------------------------- |
| 1er                       | Paolo Bettini             | Italie                    | Mapei-Quick Step          | 16 pts                    |
| 2e                        | Sébastien Demarbaix       | Belgique                  | Lotto-Adecco              | 10 pts                    |
| 3e                        | Markus Zberg              | Suisse                    | Rabobank                  | 8 pts                     |
| 4e                        | Christophe Agnolutto      | France                    | AG2R Prévoyance           | 5 pts                     |
| 5e                        | Jacky Durand              | France                    | Lotto-Adecco              | 5 pts                     |

| Classement de la montagne | Classement de la montagne | Classement de la montagne | Classement de la montagne | Classement de la montagne |
| Coureur                   | Coureur                   | Pays                      | Équipe                    | Points                    |
| ------------------------- | ------------------------- | ------------------------- | ------------------------- | ------------------------- |
| 1er                       | Paolo Bettini             | Italie                    | Mapei-Quick Step          | 16 pts                    |
| 2e                        | Sébastien Demarbaix       | Belgique                  | Lotto-Adecco              | 10 pts                    |
| 3e                        | Markus Zberg              | Suisse                    | Rabobank                  | 8 pts                     |
| 4e                        | Christophe Agnolutto      | France                    | AG2R Prévoyance           | 5 pts                     |
| 5e                        | Jacky Durand              | France                    | Lotto-Adecco              | 5 pts                     |

| Classement du meilleur jeune | Classement du meilleur jeune | Classement du meilleur jeune | Classement du meilleur jeune    | Classement du meilleur jeune |
| Coureur                      | Coureur                      | Pays                         | Équipe                          | Temps                        |
| ---------------------------- | ---------------------------- | ---------------------------- | ------------------------------- | ---------------------------- |
| 1er                          | Salvatore Commesso           | Italie                       | Saeco-Valli & Valli             | 24 h 13 min 54 s             |
| 2e                           | David Cañada                 | Espagne                      | ONCE-Deutsche Bank              | + 2 min 00 s                 |
| 3e                           | José Iván Gutiérrez          | Espagne                      | ONCE-Deutsche Bank              | + 2 min 37 s                 |
| 4e                           | Magnus Bäckstedt             | Suède                        | Crédit Agricole                 | + 4 min 07 s                 |
| 5e                           | David Millar                 | Royaume-Uni                  | Cofidis-Le Crédit par Téléphone | + 4 min 15 s                 |

| Classement du meilleur jeune | Classement du meilleur jeune | Classement du meilleur jeune | Classement du meilleur jeune    | Classement du meilleur jeune |
| Coureur                      | Coureur                      | Pays                         | Équipe                          | Temps                        |
| ---------------------------- | ---------------------------- | ---------------------------- | ------------------------------- | ---------------------------- |
| 1er                          | Salvatore Commesso           | Italie                       | Saeco-Valli & Valli             | 24 h 13 min 54 s             |
| 2e                           | David Cañada                 | Espagne                      | ONCE-Deutsche Bank              | + 2 min 00 s                 |
| 3e                           | José Iván Gutiérrez          | Espagne                      | ONCE-Deutsche Bank              | + 2 min 37 s                 |
| 4e                           | Magnus Bäckstedt             | Suède                        | Crédit Agricole                 | + 4 min 07 s                 |
| 5e                           | David Millar                 | Royaume-Uni                  | Cofidis-Le Crédit par Téléphone | + 4 min 15 s                 |

| Classement par équipes | Classement par équipes | Classement par équipes | Classement par équipes |
| Équipe                 | Équipe                 | Pays                   | Temps                  |
| ---------------------- | ---------------------- | ---------------------- | ---------------------- |
| 1re                    | Rabobank               | Pays-Bas               | 72 h 36 min 31 s       |
| 2e                     | Deutsche Telekom       | Allemagne              | + 12 min 06 s          |
| 3e                     | Crédit Agricole        | France                 | + 13 min 08 s          |
| 4e                     | ONCE-Deutsche Bank     | Espagne                | + 15 min 40 s          |
| 5e                     | US Postal Service      | États-Unis             | + 16 min 45 s          |

| Classement par équipes | Classement par équipes | Classement par équipes | Classement par équipes |
| Équipe                 | Équipe                 | Pays                   | Temps                  |
| ---------------------- | ---------------------- | ---------------------- | ---------------------- |
| 1re                    | Rabobank               | Pays-Bas               | 72 h 36 min 31 s       |
| 2e                     | Deutsche Telekom       | Allemagne              | + 12 min 06 s          |
| 3e                     | Crédit Agricole        | France                 | + 13 min 08 s          |
| 4e                     | ONCE-Deutsche Bank     | Espagne                | + 15 min 40 s          |
| 5e                     | US Postal Service      | États-Unis             | + 16 min 45 s          |